# 159974 Badacsony
159974 Badacsony este un asteroid din centura principală de asteroizi.

## Descriere
159974 Badacsony este un asteroid din centura principală de asteroizi. A fost descoperit pe 24 ianuarie 2006 la Piszkesteto de Krisztián Sárneczky. Asteroidul prezintă o orbită caracterizată de o semiaxă mare de 2,40 ua, o excentricitate de 0,21 și o înclinație de 3,6° în raport cu ecliptica.